# تدافع باندونغ 2008
تدافع باندونغ كان تدافعًا وهستيريًا جماعيًا حدث في 9 فبراير 2008م في المركز الثقافي الأفريقي الآسيوي في باندونغ في إندونيسيا.

## خلفية
كانت فرقة باندونغ تقيم حفل غنائي لإطلاق ألبومهما الأول بعنوان ضد أنفسنا في مبنى المركز الثقافي الأفريقي الآسيوي. بدأ الحفل الساعة 19:00 (بالتوقيت المحلي). بحسب مصادر عديدة كان المبنى الذي أقيم فيه الحفل قادرًا على استيعاب 500 شخص.

## الحادث
تجاوز عدد الحاضرين في الحفل سعة المبنى الذي كان يقام فيه الحفل. كان هناك ما يقدر بـ 800 إلى 1.000 شخص لمشاهدة الحفل. بصرف النظر عن الحاضرين في المبنى، كان هناك آخرون كانوا خارج المبنى. عندما اختتم الحفل الساعة 20:30 بدأ الذعر عندما كان الحضور يغادرون المبنى. نظرًا لأن المبنى لم يكن قادرًا على استيعاب هذا العدد الكبير من الحاضرين، فقد انخفض دوران الهواء بشكل كبير وكان الحاضرون يعانون من الاختناق والجفاف ثم حصل التدافع. تسبب نقص الطاقم الطبي في عدم حصول المتأثرين بالتدافع على رعاية طبية مناسبة وبالتالي الموت. أفيد أن هناك عدد من الأشخاص باتوا ملقون على الأرض ولم يتلقوا رعاية طبية على الإطلاق.

## ما بعد الحادثة
تسببت هذه الهستيريا الجماعية في مقتل 11 شخصًا وإصابة العشرات بجروح. تم اعتقال حوالي 3 أشخاص وإعلان أنهم مشتبهين بتهم القتل العمد. ومن بين القتلى امرأة واحدة.
تم إغلاق مبنى المركز الثقافي الأفريقي الآسيوي مؤقتًا بسبب الحادث. في عام 2010 تم تجديده وإعادة تسميته إلى المهيب الجديد، شهدت التغييرات التي طرأت على الإدارة مرة أخرى إعادة تسمية المبنى إلى المهيب في عام 2017. يستضيف المبنى الآن عروض فنية تقليدية وأحداث أخرى.

## النصب التذكاري
في عام 2014 نُصب نصب تذكاري في حديقة موسيك سنتريوم بواسطة عريف براسيتيا، رئيس مقبرة مدينة باندونغ ومسؤول خدمة البستنة. كُتبت أسماء 11 شخصًا قتلوا في الحادث على النصب التذكاري.